# Diocesi di Salt Lake City
La diocesi di Salt Lake City (in latino Dioecesis Civitatis Lacus Salsi) è una sede della Chiesa cattolica negli Stati Uniti d'America suffraganea dell'arcidiocesi di Las Vegas. Nel 2022 contava 333.798 battezzati su 3.337.975 abitanti. È retta dal vescovo Oscar Azarcon Solis.

## Territorio
La diocesi comprende l'intero stato dello Utah, negli Stati Uniti d'America.
Sede vescovile è la città di Salt Lake City, dove si trova la cattedrale di Santa Maria Maddalena (Mary Magdalen's Cathedral).
Il territorio si estende su 219.887 km² ed è suddiviso in 48 parrocchie, raggruppate in 5 decanati.

## Storia
Un primo vicariato apostolico del Colorado e dello Utah fu eretto il 3 marzo 1868 con il breve Summi apostolatus di papa Pio IX, ricavandone il territorio dalla diocesi di Santa Fe (oggi arcidiocesi).
Con un decreto pontificio del 23 febbraio 1871, i territori dello Utah furono dati in amministrazione agli arcivescovi di San Francisco.
Il vicariato apostolico dello Utah e del Nevada orientale fu eretto il 23 novembre 1886, ricavandone il territorio dall'arcidiocesi di San Francisco e dalla diocesi di Sacramento.
Il 27 gennaio 1891 il vicariato apostolico fu elevato a diocesi e assunse il nome di diocesi di Salt Lake, in forza del breve Catholicae Ecclesiae di papa Leone XIII.
Nel 1899 fu fondato il giornale diocesano The Intermountain Catholic. A cavallo dei secoli XIX e XX fiorirono alcune istituzioni a servizio della comunità: l'Holy Cross Hospital, l'All Hallows College, il Kearns-St. Ann's Orphanage e il Judge Mercy Home and Hospital.
Il 27 marzo 1931 cedette una porzione del suo territorio a vantaggio dell'erezione della diocesi di Reno.
Il 31 marzo 1951 ha assunto il nome attuale.
Originariamente suffraganea dell'arcidiocesi di San Francisco, il 30 maggio 2023 è entrata a far parte della provincia ecclesiastica di Las Vegas.

## Cronotassi dei vescovi
Si omettono i periodi di sede vacante non superiori ai 2 anni o non storicamente accertati.
- Lawrence Scanlan † (25 gennaio 1887 - 10 maggio 1915 deceduto)
- Joseph Sarsfield Glass, C.M. † (1º giugno 1915 - 26 gennaio 1926 deceduto)
- John Joseph Mitty † (21 giugno 1926 - 29 gennaio 1932 nominato arcivescovo coadiutore di San Francisco[4])
- James Edward Kearney † (1º luglio 1932 - 31 luglio 1937 nominato vescovo di Rochester)
- Duane Garrison Hunt † (6 agosto 1937 - 31 marzo 1960 deceduto)
- Joseph Lennox Federal † (31 marzo 1960 succeduto - 22 aprile 1980 ritirato)
- William Kenneth Weigand (3 settembre 1980 - 30 novembre 1993 nominato vescovo di Sacramento)
- George Hugh Niederauer † (3 novembre 1994 - 15 dicembre 2005 nominato arcivescovo di San Francisco)
- John Charles Wester (8 gennaio 2007 - 27 aprile 2015 nominato arcivescovo di Santa Fe)
- Oscar Azarcon Solis, dal 10 gennaio 2017

## Statistiche
La diocesi nel 2022 su una popolazione di 3.337.975 persone contava 333.798 battezzati, corrispondenti al 10,0% del totale.
| anno | popolazione | popolazione | popolazione | presbiteri | presbiteri | presbiteri | presbiteri                | diaconi | religiosi | religiosi | parrocchie |
| anno | battezzati  | totale      | %           | numero     | secolari   | regolari   | battezzati per presbitero | diaconi | uomini    | donne     | parrocchie |
| ---- | ----------- | ----------- | ----------- | ---------- | ---------- | ---------- | ------------------------- | ------- | --------- | --------- | ---------- |
| 1950 | 23.392      | 640.000     | 3,7         | 54         | 35         | 19         | 433                       |         | 38        | 173       | 26         |
| 1966 | 51.769      | 1.003.000   | 5,2         | 104        | 62         | 42         | 497                       |         | 65        | 194       | 35         |
| 1970 | 50.483      | 1.063.000   | 4,7         | 96         | 52         | 44         | 525                       |         | 62        | 176       | 36         |
| 1976 | 51.815      | 1.207.000   | 4,3         | 83         | 41         | 42         | 624                       |         | 62        | 121       | 38         |
| 1980 | 59.744      | 1.367.000   | 4,4         | 91         | 47         | 44         | 656                       | 22      | 60        | 110       | 39         |
| 1990 | 65.719      | 1.715.000   | 3,8         | 90         | 49         | 41         | 730                       | 24      | 59        | 95        | 43         |
| 1999 | 98.800      | 2.591.045   | 3,8         | 86         | 54         | 32         | 1.148                     | 40      | 12        | 60        | 43         |
| 2000 | 103.825     | 2.100.000   | 4,9         | 79         | 53         | 26         | 1.314                     | 39      | 37        | 58        | 47         |
| 2001 | 107.000     | 2.130.000   | 5,0         | 84         | 56         | 28         | 1.273                     | 43      | 40        | 52        | 47         |
| 2002 | 120.000     | 2.233.000   | 5,4         | 86         | 57         | 29         | 1.395                     | 41      | 41        | 58        | 47         |
| 2003 | 125.000     | 2.295.971   | 5,4         | 83         | 58         | 25         | 1.506                     | 44      | 37        | 54        | 47         |
| 2004 | 150.000     | 2.316.256   | 6,5         | 87         | 58         | 29         | 1.724                     | 70      | 41        | 50        | 47         |
| 2010 | 250.000     | 2.736.424   | 9,1         | 80         | 57         | 23         | 3.125                     | 71      | 33        | 40        | 48         |
| 2014 | 291.000     | 2.900.872   | 10,0        | 69         | 62         | 7          | 4.217                     | 75      | 14        | 29        | 48         |
| 2015 | 295.000     | 2.946.100   | 10,0        | 71         | 64         | 7          | 4.154                     | 76      | 10        | 27        | 48         |
| 2017 | 305.122     | 3.051.217   | 10,0        | 60         | 53         | 7          | 5.085                     | 76      | 9         | 27        | 48         |
| 2020 | 320.596     | 3.205.958   | 10,0        | 57         | 57         |            | 5.624                     | 81      | 1         | 24        | 49         |
| 2022 | 333.798     | 3.337.975   | 10,0        | 75         | 69         | 6          | 4.450                     | 84      | 6         | 22        | 48         |